# Stadio Città dello sport Camille Chamoun
Lo stadio Città dello sport Camille Chamoun (in arabo ملعب مدينة كميل شمعون الرياضية‎?, in francese: Stade Cité sportive Camille-Chamoun) è uno stadio multiuso di 49 500 posti situato a Beirut, capitale del Libano.
Sorge nel quartiere Bir Hassan ed è il più grande stadio libanese. Usato principalmente per il calcio, ospita le partite della nazionale libanese, ma è impiegato spesso anche per l'atletica leggera.

## Storia

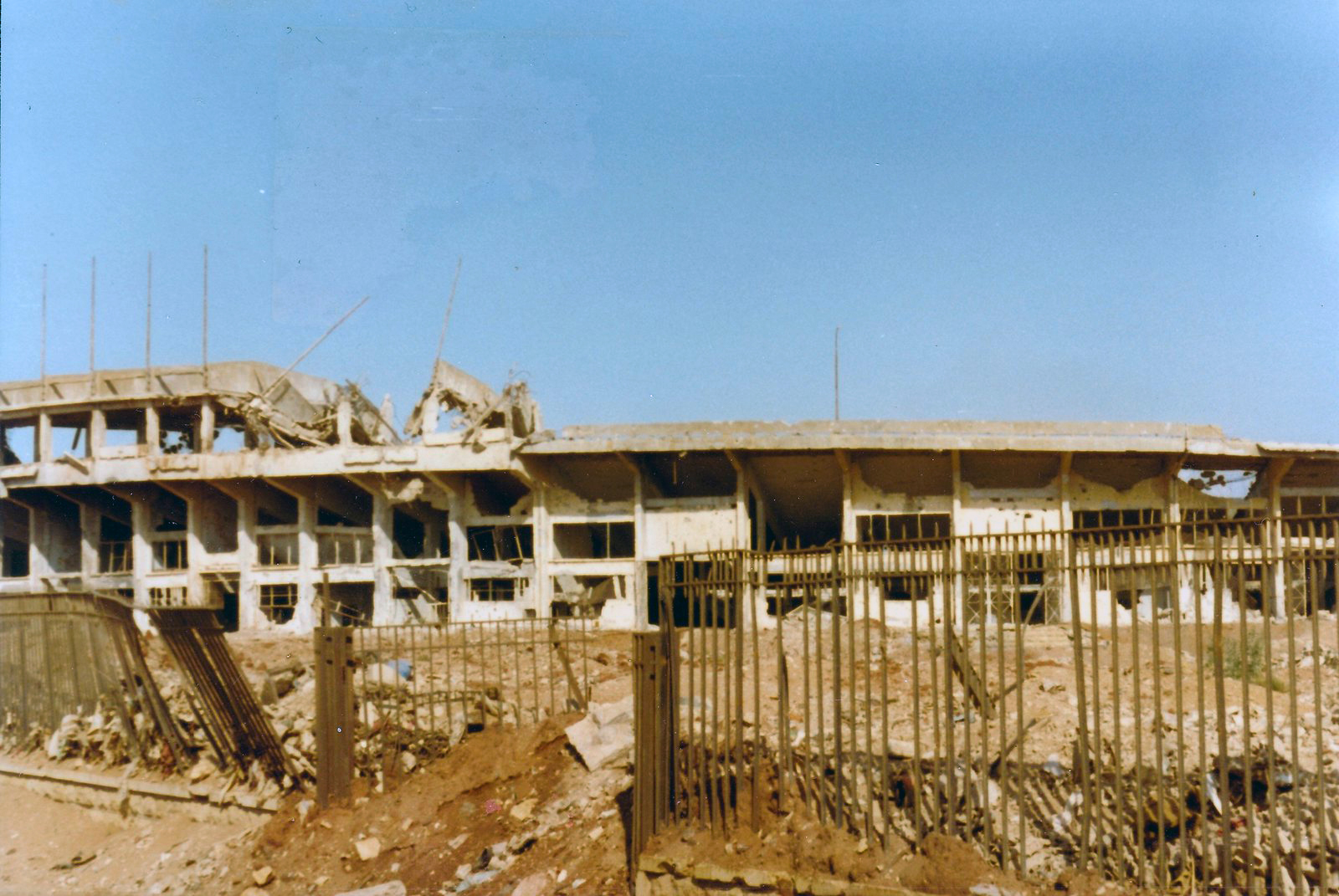
Lo stadio devastato nel 1982, durante la guerra civile in Libano.

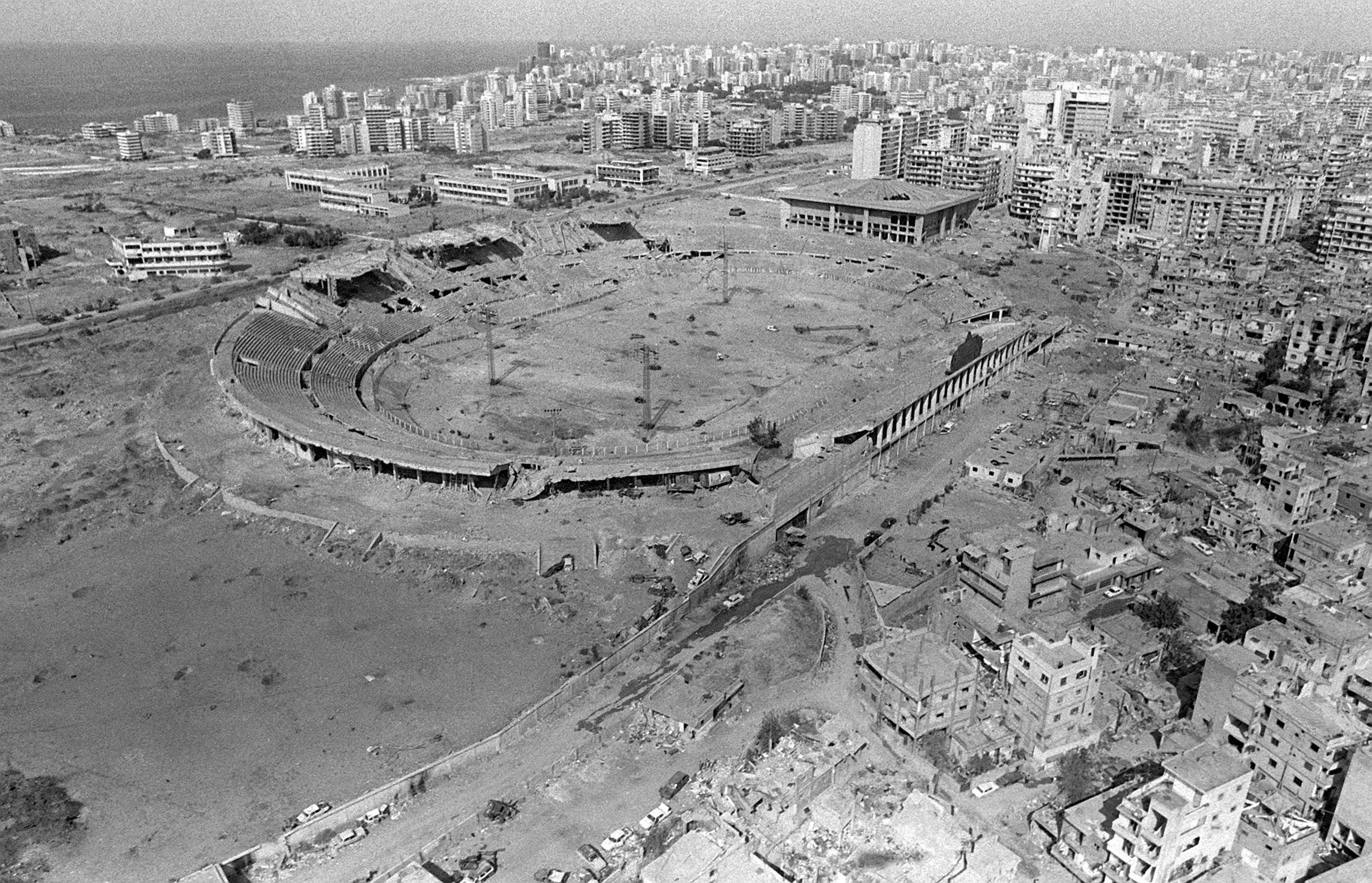
Veduta aerea dello stadio distrutto, 1982.

I lavori di costruzione dello stadio iniziarono nel 1954 su impulso dell'imprenditore e architetto Mohamad Raad e del Ministero libanese per la Gioventù e le Belle arti, sotto la presidenza di Camille Chamoun, a cui fu intitolato. L'impianto fu completato nel 1957. La prima partita che si disputò nello stadio vide affrontarsi il Libano e la squadra rumena dell'Energia Flacara Ploiești e fu vinta dal Libano per 1-0 con gol di Joseph Abou Murad. Andò completamente distrutto durante la guerra del Libano del 1982, quando l'aviazione israeliana lo prese di mira, bombardandolo come fosse un obiettivo militare.
Per volere del primo ministro libanese Rafic Hariri e del Consiglio per lo sviluppo e la ricostruzione (CDR), alla fine degli anni '90 fu avviato un progetto di ricostruzione dello stadio, al fine di farne uno degli impianti principali dove ospitare la Coppa d'Asia 2000, in programma nel paese dei cedri. La ricostruzione, volta a edificare un moderno Colosseo, fu finanziata in buona parte da Arabia Saudita e Kuwait, che vi contribuirono rispettivamente con 20 e 5 milioni di dollari statunitensi. Gli altri 75 milioni di dollari statunitensi furono investiti dal governo del Libano.
Progettato da Laceco Architects & Engineers, lo stadio occupa 50.000 metri quadrati di superficie, di cui 77000 coperti, e 7 km di recinzione. Alle autorità presidenziali sono riservati 37 posti, protetti da vetri antiproiettile. Vicino allo stadio sorge un parcheggio di 600 metri quadrati, cui si aggiungono altri 20.000 metri quadrati immediatamente fuori dallo stadio. La struttura fu progettata con criteri antisismici ed è in grado di resistere a terremoti di magnitudo pari a 8,6 gradi della scala Richter. Sotto le tribune furono edificati uffici amministrativi, un complesso per il comitato olimpico libanese e varie federazioni sportive, oltre a sale stampa ultra-moderne, ambulatori per gestire le emergenze sanitarie dei calciatori e degli spettatori e parcheggi per le ambulanze e autopompe. A nord dello stadio fu edificato inoltre un palazzetto capace di contenere 3.300 spettatori, usato per gli incontri di pallacanestro, pallavolo e ginnastica.
Kvarner, l'azienda che si occupò della ricostruzione dell'impianto, si avvalse del contributo di 25 ingegneri britannici e 115 ingegneri libanesi, oltre che di 850 lavoratori libanesi e arabi.
Riaperto nel giugno 1997, lo stadio ospitò i Giochi Panarabi del 1997, durante i quali il presidente libanese Elias Hrawi in un discorso salutò la riapertura dello stadio come un segnale di "ritorno del Libano alla sua eredità e unità per costruire un Libano di gli eroi, i giovani e la pace". L'impianto fu inoltre sede dei Campionati arabi di atletica del 1999, della Coppa d'Asia di calcio del 2000, della sesta edizione dei Giochi della Francofonia nel 2009.

## Struttura
Dati aggiornati al 3 gennaio 2019.
- Capienza totale: 49.500 posti a sedere
- Superficie coperta: 12.000 m²
- Superficie scoperta: 43.000 m²
- Tribuna presidenziale: 150 posti a sedere
- Tribuna VIP: 1.150 posti a sedere
- Tribuna prima classe: 3.450 posti a sedere
- Tribuna stampa: disponibile (710 posti a sedere)
- Sala di accoglienza stampa: disponibile
- Sala conferenze: disponibile (350 m²)
- Sala interviste: disponibile
- Sala stampa audio/video: disponibile
- Sala telecomunicazioni: disponibile
- Postazione telecronaca/radiocronaca: disponibile
- Stanze spogliatoio calciatori: 23
- Stanze spogliatoio arbitri: 2
- Sala antidoping: disponibile
- Sala stampa: disponibile
- Sala studi televisivi: disponibile
- Sala allenamento atleti: disponibile
- Sala bar: disponibile
- Sala accoglienza presidenziale: disponibile
- Sala mensa atleti: disponibile
- Ambulatorio: disponibile
- Sala di accoglienza degli ufficiali di gara: disponibile
- Sala farmaci: disponibile
- Sala bar VIP: disponibile
- Locale riservato al personale: disponibile